# Carl Johan Tolff
Carl Johan Tolff, född 20 november 1789 i Västra Eds socken, Kalmar län, död 8 september 1868 i Västra Ny landskommun, Östergötlands län, han var en svensk kyrkoherde i Västra Ny församling.

## Biografi
Carl Johan Tolff föddes 20 november 1789 i Västra Eds socken. Han var son till bruksbokhållaren Carl Gustaf Tolff och Ingeborg Törnqvist. Tolff blev höstterminen 1810 student vid Uppsala universitet, Uppsala och prästvigdes 29 november 1812. Han blev 21 november 1821 komminister i Kaga församling, Kaga pastorat, tillträde 1822 och var mellan 1822 och 1834 vice pastor därstädes. Tolff blev 25 juli 1832 komminister i Motala församling, Vinnerstads pastorat, tillträde 1834. Han tog 5 juni 1828 pastoralexamen och blev 21 maj 1838 kyrkoherde i Västra Ny församling, Västra Ny pastorat. Tolff blev 17 december 1851 prost. Han avled 8 september 1868 i Västra Ny landskommun.

### Familj
Tolff gifte sig 22 maj 1820 med Ulrica Catharina Dusén (1800–1869). Hon var dotter till kyrkoherden i Ingatorps socken. De fick tillsammans barnen Carl Enok (1821–1839), Fredrica Amalia (1822–1859) och Hilda Ulrica.